# 玄珠斎栄暁
玄珠斎 栄暁（げんじゅさい えいぎょう、生没年不詳）とは、江戸時代の浮世絵師。

## 来歴
師系・経歴不明。栄暁という画号から鳥文斎栄之の晩年の門人ともいわれているが、作は歌川国貞風であると指摘されている。『浮世絵師伝』は画系の項を空欄とし、作画期を天保の頃とする。俗名も明らかではないが、作品にある印章から名は「保之」と見られる。肉筆美人画が2点知られるのみである。

## 作品
- 「遊女と禿」　絹本着色　光記念館所蔵　※「玄珠斎栄暁筆」の落款、「保之」の朱文楕円印あり。那須ロイヤル美術館（小針コレクション）旧蔵
- 「時鳥と芸妓図」　絹本着色　熊本県立美術館所蔵　※「玄珠斎榮暁筆」の落款、「保之」の二重圏方印あり